# Układ w Corbeil
Układ w Corbeil z 1326 roku odnowił Stare Przymierze między Francją a Szkocją. Potwierdziło to sojusz tych państw przeciwko Anglii.